# Marilyn, une vie inachevée
Pour plus de détails, voir Fiche technique et Distribution.
Marilyn, une vie inachevée (Marilyn: The Untold Story) est un téléfilm américain de John Flynn et Jack Arnold, diffusé pour la première fois en 1980. 

## Synopsis
La vie de Marilyn Monroe d'après le livre de Norman Mailer.

## Fiche technique
- Titre original : Marilyn: The Untold Story
- Titre français : Marilyn, une vie inachevée
- Réalisation : John Flynn et Jack Arnold
- Scénario : Dalene Young d'après le livre de Norman Mailer
- Photographie : Terry K. Meade
- Musique : William Goldstein
- Production : Lawrence Schiller
- Pays d'origine : États-Unis
- Format : Couleurs - 1,33:1 - Mono
- Genre : biographie
- Durée : 156 minutes
- Date de première diffusion : 1980

## Distribution
- Catherine Hicks (VF: Monique Thierry) : Marilyn Monroe
- Richard Basehart : Johnny Hyde
- Frank Converse : Joe DiMaggio
- John Ireland : John Huston
- Viveca Lindfors : Natasha Lytess
- Jason Miller : Arthur Miller
- Sheree North : Gladys Baker
- Tracey Gold : Marilyn jeune
- Priscilla Morrill : Louella Parsons
- Bill Vint : Montgomery Clift
- Larry Pennell : Clark Gable
- Heath Jobes : Tom Ewell
- Howard Caine : Billy Wilder
- Anne Ramsey
- James Hayden